# Swiss Market Index
Lo Swiss Market Index (acronimo SMI) è il principale indice azionario svizzero, che fu introdotto il 30 giugno 1988. Attualmente raggruppa i 20 più importanti valori del mercato svizzero. L'indice è calcolato secondo la ponderazione semplice della capitalizzazione fluttuante (capitalizzazione totale - azioni iscritte) di questi valori, divisa per il divisore.

## Revisione
A seguito della revisione ordinaria di settembre 2007, l'indice SMI comprende ora un numero di 20 azioni (precedentemente ne conteneva 25).

## Azioni componenti l'indice
Al 5 agosto 2024 l'indice è così composto:
| Pos. | Nome                   | Settore           | Logo | Peso nell'indice in % |
| ---- | ---------------------- | ----------------- | ---- | --------------------- |
| 1    | Nestlé                 | Alimentari        |      | 18,01                 |
| 2    | Roche Genussscheine    | Farmacia          |      | 15,00                 |
| 3    | Novartis               | Farmacia          |      | 14,86                 |
| 4    | ABB                    | Elettrotecnica    |      | 6,27                  |
| 5    | UBS Group              | Banca             |      | 5,92                  |
| 6    | Zurich Insurance Group | Assicurazioni     |      | 5,15                  |
| 7    | Richemont              | Lusso             |      | 5,08                  |
| 8    | LafargeHolcim          | Chimica           |      | 3,63                  |
| 9    | Lonza Group            | Farmacia          |      | 3,18                  |
| 10   | Sika                   | Chimica           |      | 3,04                  |
| 11   | Alcon                  | Farmacia          |      | 3,01                  |
| 12   | Givaudan               | Chimica           |      | 3,01                  |
| 13   | Kuehne + Nagel         | Logistica         |      | 2,35                  |
| 14   | Swiss Re               | Assicurazioni     |      | 2,31                  |
| 15   | Partners Group Holding | Amministrazione   |      | 2,17                  |
| 16   | Swisscom               | Telecomunicazioni |      | 2,13                  |
| 17   | Geberit                | Sanitari          |      | 1,41                  |
| 18   | Swiss Life             | Assicurazioni     |      | 1,39                  |
| 19   | Sonova Holding         | Sanità            |      | 1,21                  |
| 20   | Logitech               | IT                |      | 0,86                  |